# 香河県
香河県（こうが-けん）は中華人民共和国河北省廊坊市に位置する県。

## 歴史
938年（会同元年）、遼朝により設置された。1122年（宣和4年）、北宋が支配するようになると清化県と改称された。1125年（天会3年）、金朝により再び香河県と改称された。
明朝が成立すると1377年（洪武10年）に廃止されたが、1380年（洪武13年）に再設置された。1958年にも廃止となり宝坻県及び武清県に編入されたが、1962年に再設置され現在に至る。

## 行政区画
- 鎮:淑陽鎮、蔣辛屯鎮、渠口鎮、安頭屯鎮、安平鎮、劉宋鎮、五百戸鎮、銭旺鎮、鉗屯鎮